# Lyman J. Gage
Pour les articles homonymes, voir Gage.
Lyman Judson Gage, né le 28 juin 1836 à DeRuyter (État de New York) et mort le 26 juin 1927 à San Diego (Californie), est un homme politique américain. Membre du Parti républicain, il est secrétaire du Trésor entre 1897 et 1902 dans l'administration du président William McKinley puis dans celle de son successeur Theodore Roosevelt.

## Biographie

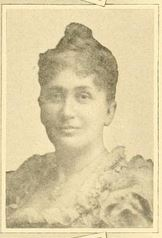
Son épouse Cornelia Gage.

## Source
- (en) Cet article est partiellement ou en totalité issu de l’article de Wikipédia en anglais intitulé « Franklin MacVeagh » (voir la liste des auteurs).